# Поганий кіт Шерафеттин
«Поганий кіт Шерафеттін» (тур. Kötü Kedi Şerafettin · англ. Bad Cat) — турецький комедійний анімаційний фільм, знятий Мехмет Куртулуш та Айше Юнал.
Мультфільм є екранізацією альбомів коміксів турецький художника Бюлент Устюн.

## Озвучення
- Уур Юджел — Шерафеттін
- Демет Эвгар — Мискет, Таджеттін
- Окан Ялабик — Зомбі
- Йекта Копан — Джемиль
- Гувен Кирак — Риза
- Гёкче Озиоль — Рифки
- Ахмет Мюмтаз Тайлан — Тонгуч
- Джезми Баскын — Шамистан
- Айсен Груда — Хасене